# اليوم العالمي للعلوم من أجل السلام والتنمية
اليوم العالمي للعلوم من أجل السلام والتنمية هو حدث للأمم المتحدة، يُقام في 10 نوفمبر من كل عام، أقرته الجمعية العامة للأمم المتحدة في 2 نوفمبر 2001، ويهدف إلى إلقاء الضوء على الدور المهم للعلم في المجتمع، والحاجة إلى إشراك الجماهير على نطاق أوسع في المناقشات المتعلقة بالقضايا العلمية الناشئة، كما أنه يؤكد على أهمية العلم ودوره في حياتنا اليومية.

## وصلات خارجية
- الموقع الرسمي.